# Michele Bravi
Michele Bravi, né le 19 décembre 1994 à Città di Castello en Italie, est un chanteur italien.

## Biographie
Michele Bravi a remporté X Factor Italie 2013. Sa chanson (La vita e la felicità) écrite par Tiziano Ferro,, est dans le top dix en Italie.

## Discographie

### Albums studio
2014 : Sotto una buona stella
2017 : Anime di carta
2021 : La geografia del buio
2024 : Tu cosa vedi quando chiudi gli occhi

### EP
2013 : La vita e la felicità
2015 : I Hate Music

### Participations
2020 : Bella d'estate en duo avec Mika (reprise de Mango)